# Nealeurodicus bakeri
Nealeurodicus bakeri là một loài côn trùng cánh nửa trong họ Aleyrodidae, phân họ Aleurodicinae.
Nealeurodicus bakeri được Bondar miêu tả khoa học đầu tiên năm 1923.